# Katrin Peterhans
Katrin Peterhans (* 28. März 1962) ist eine Schweizer Curlerin.

## Karriere
Ihr internationales Debüt hatte Peterhans bei der Weltmeisterschaft 1981 in Perth, sie blieb aber ohne Medaille. Bei der Europameisterschaft 1981 in Grindelwald gewann sie mit der Goldmedaille ihr erstes Edelmetall. 
Peterhans spielte als Lead der Schweizer Mannschaft bei den XV. Olympischen Winterspielen 1988 in Calgary im Curling. Die Mannschaft belegte den siebten Platz.

## Erfolge
- Europameisterin 1981
- 3. Platz Europameisterschaft 1982, 1988